# IK Tauri
IK Tauri eller NML Tauri, är en ensam stjärna belägen i den mellersta delen av stjärnbilden Oxen. Den har en varierande skenbar magnitud av 10,8 - 16,5 och kräver ett kraftfullt teleskop för att kunna observeras. Baserat på parallaxmätning inom Hipparcosuppdraget enligt Gaia Data Release 2 på ca 3,51 mas, beräknas den befinna sig på ett avstånd på ca 930 ljusår (280 parsek) från solen. Den rör sig bort från solen med en heliocentrisk radialhastighet på ca 46 km/s.

## Observation
År 1965 rapporterade Neugebauer, Martz och Leighton, astronomer vid California Institute of Technology, upptäckten av två extremt kalla stjärnor. Vid den tiden uppskattades temperaturen för dessa extremt röda objekt till omkring 1 000 K.
I avsaknad av andra beteckningar namngavs dessa efter initialerna av deras upptäckare som NML Cygni och NML Tauri. Den identifierades som en Miravariabel 1967. Namnet NML Tauri gick ur bruk efter att stjärnan fått sin variabelbeteckning IK Tauri.

## Egenskaper
IK Tauri är en röd jättestjärna av spektralklass M6e - M10e. Den har en massa av 1 - 1,5 solmassa, en radie som är ca 600 solradier och utsänder energi från dess fotosfär motsvarande ca 8 700 gånger solen vid en effektiv temperatur av ca 2 200 K.

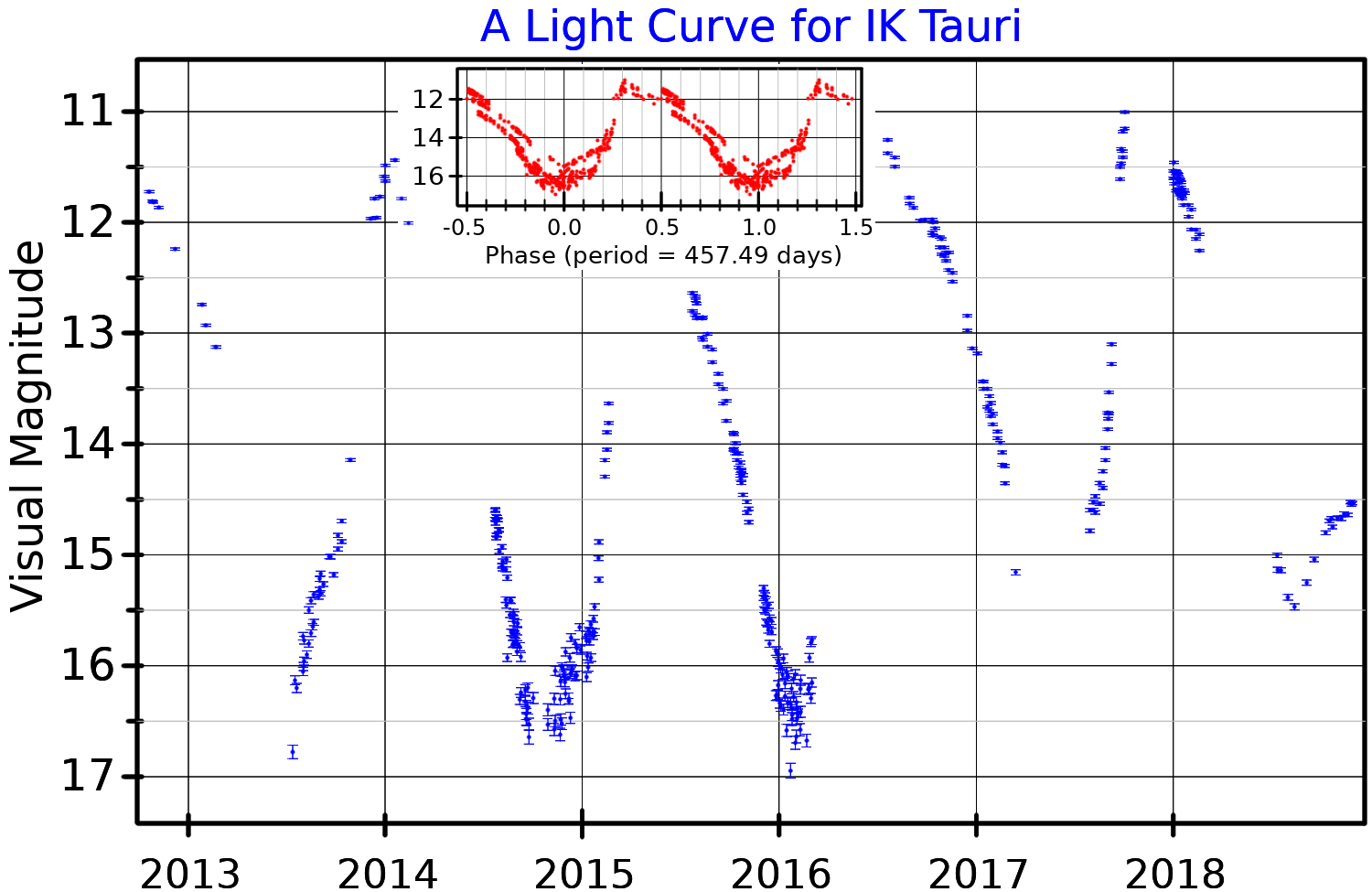
Ljuskurva i visuella bandet för IK Tauri, plottad från ASAS-SN-data. Huvuddiagrammet visar ljusstyrka som funktion av tiden och det infällda diagrammet samma data som funktion av pulseringsfas.

IK Tauri varierar med en period av 470 dygn mellan extrema visuella magnituder på 10,8 och 16,5. Den klassificerades som en Miravariabel strax efter upptäckten på grundval av dess spektrum som visar starka emissionslinjer av väte och dess mycket stora visuella amplitud. Under varje cykel varierar stjärnans spektrum också, och når konstant M10 nära minimum och endast M6-M8 som maximum.
IK Tauri har stark maseremission från sin utsträckta atmosfär och omgivande material. Det omgivande materialet är rikt på stoft, med aluminiumoxid nära stjärnan och silikater längre ut. De två typerna av stoft bildar separata skal, ett inom två gånger stjärnans radie och ett mer än tre gånger dess radie. Det tätaste området av stoft finns vid 6-8 gånger IK Tauris radie.

## Utveckling
Som en Miravariabel ligger IK Tauri på asymptotiska jättegrenen (AGB) och hade en ursprunglig massa runt 1,5 solmassa. Den har tömt dess kärna på väte och helium, är inte tillräckligt massiv för att antända dess kol-syrekärna och har nu omväxlande kärnfusion inom koncentriska väte- och heliumskal. När den inerta kärnan växer och väteskalet närmar sig ytan, blir massförlusten mycket hög och stjärnan blir, mycket skymd visuellt, en infraröd stjärna. Den kommer då snabbt att förlora hela dess atmosfär, skapa en planetarisk nebulosa och lämna efter sig en vit dvärg.